# Scleria buettneri
Scleria buettneri är en halvgräsart som beskrevs av Johann Otto Boeckeler. Scleria buettneri ingår i släktet Scleria och familjen halvgräs.
Artens utbredningsområde är Gabon. Inga underarter finns listade i Catalogue of Life.